# 蓋特機器人ARC
《蓋特機器人ARC》（日语：ゲッターロボ アーク），由永井豪、石川賢原作，石川賢與作畫，2001年至2003年間在双葉社Action PIZAZZ（アクションピザッツ）增刊《Super Robot Magazine》（スーパーロボットマガジン）連載的漫畫，同時亦為作品中登場的機器人的名稱。

## 概要
本作為石川賢自1974年開始執筆的「蓋特機器人SAGA」系列的最後一部作品，漫畫版《蓋特機器人號》的續作。至連載雜誌的休刊「第一部・完」為止。單行本化有再增加20頁內容。及後2006年石川賢去世後，本作故事及「蓋特機器人SAGA」已無法完成。

## 故事簡介
自從駕駛真蓋特機器人的流龍馬、一文字號、彌賽亞·塔伊爾在火星消失數十年後，神隼人為了抵禦地球內及地球外的威脅，正著力武裝化早乙女研究所及訓練新的駕駛員。除了「恐龍帝國」的再襲外，還有來自外太空的威脅「仙女座流國」。為了避免人類的滅亡，三位駕駛員流拓馬、神威·匠、山岸獏操控著早乙女博士的遺產「蓋特機器人ARC」開始了新的戰鬥。

## 登場人物

### 主角
流拓馬（聲優：內田雄馬）
流龍馬的兒子，蓋特ARC的駕駛員。19歲。因為父親龍馬長期沐浴在蓋特線之中，導致拓馬的DNA有受到促進進化的蓋特線影響，敷島博士稱他為「蓋特的天選之子」。母親因保護小時的自己而被仙女座流國所殺。因此為了找到仇人麥克唐納而行動。
與以往的蓋特機器人駕駛者一樣肉體非常強壯。本人自稱為「不死身」，被流浪者以小刀刺中也只是淡然說道「這點小傷只要擦點口水很快就會痊癒」。
神威·匠（聲優：向野存麿）
蓋特KIRIK的駕駛員。19歲。性格冷靜沉着、冷血無比。對於自己為爬蟲人類與人類的混血兒身份感到迷惘。膚色為綠色。
其他譯名：卡姆伊·修
山岸獏（聲優：寸石和弘）
蓋特KHAN的駕駛員。22歲。哥哥為登場於《蓋特機器人號》綠色地球教教祖的超能力少年－彌賽亞·塔伊爾。有微弱感知能力。
動畫版中，擁有能夠破解軍事級別防火牆的駭客技能。

### 早乙女研究所
神隼人（聲優：內田直哉）
初代蓋特小隊的成員，現為早乙女研究所的所長。
敷島博士（聲優：多田野曜平）
原日軍兵器開發者也是初代早乙女研究所的職員。瘋狂科學家性格。

#### 蓋特小隊
伊賀利隊長（聲優：岩田光央）
指揮蓋特機器人D2部隊的隊長。19年前由自衛隊派遣擔任蓋特機器人的預備駕駛並代替因左腿骨折而行動不便的弁慶，坐上真蓋特擔任真巨熊號（即真蓋特3）駕駛，19年後擔任蓋特機器人駕駛們的指導教官。
星（聲優：西森千豐）
由自衛隊派遣，擔任蓋特機器人D2的正式駕駛。軍階是上尉。
對索魯德XX戰鬥中不幸戰死，其座機墜落於地面後由拓馬繼任駕駛蓋特D2
D2部隊（聲優：笠原潤一、左座翔丸、鍛治本大樹、水島愛美、山內圭輔）
在動畫版登場的蓋特機器人D2部隊隊員們，名字與配音員姓氏相同。其中2位隊員（左座&鍛治本）對兔猿猴的戰鬥中戰死，笠原隊長被兔猿猴射出的寄生女王蜂型昆蟲人從體內破裂而死。

### 仙女座流國
大女王美杜莎（聲優：朴璐美）
仙女座流國最高領導者。
孔明（聲優：土師孝也）
仙女座流國高階幹部，擔任進攻早乙女研究所的指揮。
和《三國演義》登場的軍師－諸葛亮關聯不明。
麥克唐納（聲優：立木文彦）
仙女座流國的美國間諜，實際真身是被蓋特機器人G消滅的百鬼帝國殘黨的鬼，殺害拓馬母親的元凶。漫畫版名為「卡達·麥克唐納／」
其他譯名：马克唐纳尔多
兔猿猴（聲優：本田裕之）
於早乙女研究所附近出現的仙女座流國先遣士兵，將前來迎擊的蓋特D2部隊其中一機偷襲並擊墜。
曾一度佔上風，但即被蓋特ARC的蓋特戰斧分碎而戰死。

### 恐龍帝國
皇帝哥爾三世（聲優：置鮎龍太郎）
恐龍帝國現任皇帝。為對抗仙女座流國，與視為仇敵的早乙女研究所合作。但內心還無法信任地上的人類。
是神威的異母兄弟
漢博士（聲優：緒方賢一）
恐龍帝國的科學家，是穩健派與地上的人類彼此合作。
其他譯名：翰博士（羚邦ani-one）、哈恩博士
巴特將軍（聲優：若本規夫）
先帝哥爾時期和蓋特機器人戰鬥的恐龍帝國幹部。現患老年癡呆症，目前隱居。
拜斯、剛流、戈茲魯（聲優：高橋良輔（拜斯）、坂田明寛（剛流）、西森千豐（戈茲魯））
蓋特機械恐龍的駕駛員們，是恐龍帝國的最下層居民－地龍族。
是神威的兒時玩伴，但被選為蓋特機械恐龍的駕駛員也沒感到光榮，而是死不足惜（因地龍族能適應蓋特線，爬蟲人卻無法適應蓋特線而被歧視）。
其他譯名：
：巴依斯、：格兹洛

### 蓋特軍團
巴武藏（聲優：辻親八）
率領超未來蓋特軍團的指揮官。蓋特皇帝的記憶將原先戰死的巴武藏再現的人造人。多數戰死的會移入新身體連同記憶一同移入並能回歸戰線。

### 其他
流龍馬（聲優：石川英郎）
過去的蓋特駕駛員也是拓馬的親生父親。19年前和一文字號、塔伊爾共同搭乘真蓋特飛向宇宙，之後行蹤不明。
一文字號（聲優：櫻井孝宏）
蓋特機器人號的駕駛員，與龍馬、塔伊爾共同搭乘真蓋特，之後行蹤不明。
車弁慶（聲優：梁田清之）
代替戰死的巴武藏並接任蓋特小隊駕駛員。19年前為保護早乙女研究所並搭乘蓋特飛龍對抗昆蟲機器人入侵
使出蓋特光線消滅昆蟲機器人，造成爐心暴走引發蓋特輻射異常增幅形成蓋特繭，隨後一同消失，之後行蹤不明。
動畫版讓拓馬一行看到此幻覺才得知19年前發生的事。
彌賽亞·塔伊爾（聲優：佐佐木望）
獏的哥哥，綠色地球教的教祖。與龍馬、號共同搭乘真蓋特，之後行蹤不明。
早乙女博士（聲優：菅生隆之）
早乙女研究所的所長也研究蓋特線，蓋特機器人的製作者。已故。
隆·史懷哲（聲優：小野大輔）
《蓋特機器人號》的人物。由聯合國派到恐龍帝國協助研究的科學家。
流綾（聲優：島本須美）
龍馬的妻子、拓馬的親生母親，為保護年幼的拓馬而被麥克唐納殺害。漫畫版沒有名字設定，「流綾」為動畫版的設定。
修瓦爾茲科夫（聲優：安井邦彦）
漫畫《蓋特機器人號》登場的隸屬美國陸軍的青年，史提魯帕的駕駛員。現為聯合軍的提督。
其他譯名：裘瓦路茲哥夫（羚邦ani-one）、施瓦茨科夫
橘翔（聲優：淺川悠）
漫畫《蓋特機器人號》登場的蓋特2（即漫畫版的「蓋特翔」）駕駛員，現為聯合軍的監査官。
大道剴
漫畫《蓋特機器人號》登場的蓋特3（即漫畫版的「蓋特剴」）駕駛員
山咲（聲優：櫻坂美穗）
自衛隊隊員，隼人的元婚約對象，已故。
在《蓋特機器人號》中，拆除蘭多教授派到日本的大型炸彈金屬獸時捲入爆炸而死亡。
帝王哥爾
神威的父親，恐龍帝國的前領袖，已故。
舊早乙女研究所遺址湧現的蓋特線中以幻影現身。動畫版現身在神威面前並引導前往舊早乙女研究所遺址深處。
布萊大帝
已滅亡的百鬼帝國領袖，已故。
動畫版以麥克唐納的回憶提到他的死亡過程。

## 登場機械人
蓋特機器人ARC
早乙女博士遺留下來最後的遺產。由3架蓋特戰機合體而成，分別為蓋特ARC、蓋特KIRIK、蓋特KHAN。所有形態都有飛行能力。各形態的名字代表不同的梵字，分別是大日如來、阿彌陀如來、不動明王。
在開發真蓋特機器人的過程中完成的機體，整體戰鬥力（完成時）比真蓋特機器人更強。比真蓋特有更高的安定性，更長的能量消費效率。
蓋特ARC
相當於舊蓋特1的形態。除了會使用爪擊，嘴巴部分也可以開口來使用嚙咬攻擊。與蓋特機器人G一樣是在頭部發射蓋特光束。武裝方面有雙重戰斧，這把戰斧也可以組合成雙刃，另外還可以在揮砍時以電擊消滅敵人。腕部裝備了數支可以伸縮的刀刃「戰鬥鞭刃（バトルショットカッター）」，與其他蓋特的腕部刀刃不同，蓋特ARC的刀刃是以卷狀環繞在前臂，到使用時才展開。此外，戰鬥中的飛行也可像真蓋特一樣進行超高速飛行。
必殺技是「雷霆爆破（サンダーボンバー）」，以背部展開的10枝尖狀翅膀向四周發射出強大的電力。打烏札拉時覺醒最終必殺技「ARC閃光爆破（アークシャインボンバー）」。
蓋特KIRIK
相當於舊蓋特2的形態。雙腕呈現鑽頭形狀，也能潛入地底。
蓋特KHAN
相當於舊蓋特3的形態。能潛入深海。擁有最高防禦型態與最強腕力。招式：釘輪輾碎機、大雪山崩落（大雪山おろし）。
蓋特機器人D2
早乙女研究所所屬，蓋特軍團的其中一機。外表設計像是參考蓋特飛龍及真蓋特機器人，還有蓋特ARC的初期設計。武裝有在頭部發射的蓋特光束、蓋特戰斧及機槍。原本的駕駛者自衛隊員星一尉在與仙女座流國的戰鬥中死亡後，機體墜落在廢棄物堆集之地（第十四新夢之島）。其後在機體損傷程度為60%的情況下由拓馬駕駛。
動畫中被量產化，研究所共配置了5台。雙肩及左胸部的裝甲有標記著「G○（數字）」的識別記號。
早乙女研究所的其他蓋特機器人
在原作中，研究所配備的蓋特機器人除了蓋特D2以外還有數架名稱各異的機體，外觀設計如同蓋特飛龍及蓋特機器人號的後繼機。
蓋特機械恐龍（Getter Saurus）
恐龍帝國製作的有人型機械恐龍。與蓋特機器人同樣能三機合體的人型機器人。與蓋特ARC共同對抗仙女座流國。由神隼人與其他人負責協助製作。
與蓋特機器人同樣有三種型態，但動力源因考量爬蟲人無法適應蓋特線，改成與蓋特機器人號相同的動力源。
其他譯名：盖塔蜥蜴
巴格
總稱：「無限毀滅生態系抹滅機〈Biogeocenosis（生態系） Unlimited（無限界） Genocidemachine（抹滅機）〉」
過去百鬼帝國從地球收集的資料，再由未來的仙女座流國設計製作並對抗蓋特艦隊與蓋特皇帝的超兵器機體。
真蓋特機器人
過去流龍馬一行所搭的機體。
真蓋特機器人TARAK
動畫版登場的機體。外觀設計像是染上深黑色的真蓋特1，頭部部份有如同《真蓋特機器人 世界最後之日》的黑蓋特的面罩設計。武裝與真蓋特1基本上相同，可以從指尖放出蓋特鐳射，一瞬間直擊敵人的深處。駕駛員為一文字號。名字的「TARAK」（タラク）是指寶生如來中的虚空藏菩萨，在劇中只以「真蓋特」來稱呼本機。
蓋特皇帝
視為蓋特系列的最終機體。
蓋特天（ONE）
於12話蓋特各機的曼荼羅圖以及13話ED後的片段登場的新型蓋特，外型與初代蓋特相似，主駕駛似乎是流龍馬。
UAV史提魯帕
《蓋特機器人號》登場的史提魯帕α04的無人量產機
其他譯名：UAV史特尔巴

## 動畫
於2021年7月播出。

### 工作人員
- 企画 - [4]
- 原作 - 永井豪[5][6]、石川賢
- 監督 - 川越淳
- 助監督 - 大平直樹[6]
- 系列構成・劇本 - 早川正
- 角色概念 - 星和弥
- 角色設計・總作畫監督 - 本橋秀之
- 機械人概念 - 堀井敏之
- 道具設計 - 岩畑剛一、森木靖泰、鈴木典孝
- 美術監督 - 根岸大輔
- 美術設定 - 滝口勝久
- 色彩設計 - 中間秀美
- 3D監督 - 後藤優一
- CG設計 - studio A-CAT（日语：studio A-CAT）
- 攝影監督 - 高橋圭祐
- 編集 - 村井秀明
- 音樂監督 - 井上俊次
- 音樂 - 栗山善親、寺田志保、横関敦、鈴木歌穂
- 音樂制作 - Lantis
- 音樂製作人 - 竹山茂人
- 音響監督 - なかのとおる
- 製作人 - 内藤賢一、松元圭、山本貴、岩崎沙耶花、柏木豊、生駒穣海
- 動畫製作人 - 南喜長、本田稔裕
- 動畫制作 - Bee・Media×studio A-CAT
- 製作 - 真早乙女研究所

### 主題曲
片頭曲

作詞、作曲：影山浩宣；編曲：寺田志保及栗山善親；主唱：JAM Project
片尾曲
「DRAGON 2021」（第1話 - 第4話）
作詞：影山浩宣；作曲、編曲：須藤賢一；主唱：JAM Project。《新蓋特機器人》OP的改編。
「STORM 2021」（第5話 - 第8話）
作詞：工藤哲雄；作曲：千沢仁；編曲：須藤賢一；主唱：JAM Project。《真蓋特機器人對NEO蓋特機器人》OP的改編。
「HEATS 2021」（第9話 -第12話）
作詞：工藤哲雄；作曲：羽場仁志；編曲：須藤賢一；主唱：影山浩宣。《真蓋特機器人 世界最後之日》OP的改編。
（第13話）
作詞、作曲：影山浩宣；編曲：寺田志保及栗山善親；主唱：JAM Project。

### 各話標題
| 話數   | 日文標題 | 中文標題       | 分鏡     | 演出           | 作画監督                             | 首播日期      |
| ------ | -------- | -------------- | -------- | -------------- | ------------------------------------ | ------------- |
| 第1話  |          | 天之鬼         | 川越淳   | 川越淳         | 本橋秀之、、                         | 2021年 7月4日 |
| 第2話  |          | 命運的孩子們   | 通²      | 大平直樹       | 山名秀和、千葉孝幸                   | 7月11日       |
| 第3話  |          | ARC出動        |          | 矢花馨、金科艺 | 徐学文                               | 7月18日       |
| 第4話  |          | 在美麗的夜晚   | 川越淳   | 長尾聡浩       | 津木勇、櫻井拓郎                     | 7月25日       |
| 第5話  |          | 天選之子       | 通好     | 金科艺         | 徐学文                               | 8月1日        |
| 第6話  |          | 龍的後代       |          | 月野正志       | 、、臼田美夫                         | 8月8日        |
| 第7話  |          | 蓋特同盟軍     | 大平直樹 | 大平直樹       | 山名秀和、千葉孝幸                   | 8月15日       |
| 第8話  |          | 龍之血 人之心  | 川越淳   | 長尾聡浩       | 西田美弥子、宇津木勇                 | 8月22日       |
| 第9話  |          | 突圍           | 川越淳   | 矢花馨         | 徐学文                               | 8月29日       |
| 第10話 |          | 異星的聖戰     | 大平直樹 | 水野健太郎     | 、、臼田美夫                         | 9月5日        |
| 第11話 |          | 宿願           | 大平直樹 | 白石道太       | 服部憲知                             | 9月12日       |
| 第12話 |          | 重疊的時刻     | 川越淳   | 矢花馨         | 服部憲知、徐學文、山名秀和、千葉孝幸 | 9月19日       |
| 第13話 |          | 永無止盡的戰鬥 | 川越淳   | 川越淳         | 服部憲知、徐學文、山名秀和、千葉孝幸 | 9月26日       |

### 播放電視台
日本深夜動畫：下文記載的日本国内播放時間使用日本標準時間（UTC+9）表示。因為部分時間标识會採用30小时制，因此請留意这类超过24:00的时间，其實際播放時間為翌日清晨。
| 播放地區 | 播放電視台       | 播放日期                    | 播放時間                  | 所屬聯播網 | 備註                   |
| -------- | ---------------- | --------------------------- | ------------------------- | ---------- | ---------------------- |
| 日本全國 | AT-X             | 2021年7月4日－2021年9月26日 | 星期日 21時00分－21時30分 | 衛星電視   | CS數碼廣播／重複播放   |
| 東京都   | TOKYO MX         | 2021年7月4日－2021年9月26日 | 星期日 23時00分－23時30分 | 獨立UHF局  |                        |
| 日本全國 | BS SKY PerfecTV! | 2021年7月5日－2021年9月27日 | 星期一 23時30分－24時00分 |            | 重複播放               |
| 日本全國 | BS11             | 2021年7月6日－2021年9月28日 | 星期二 24時30分－25時00分 | BS衛星     | BS數碼廣播／《ANIME+》 |

## 外部連結
- 動畫官方網站（日語）
- 的X（前Twitter）（日語）
- 的Facebook專頁（日語）
- 蓋特機器人ARC（漫畫）在動畫新聞網百科全書中的資料（英文）（英文）